# Okamejei hollandi
Okamejei hollandi (лат.) — вид хрящевых рыб семейства ромбовых скатов отряда скатообразных. Обитают в тропических водах северо-западной и центрально-западной части Тихого океана. Встречаются на глубине до 87 м. Их крупные, уплощённые грудные плавники образуют диск в виде ромба. Максимальная зарегистрированная длина 42 см. Откладывают яйца. Не являются объектом целевого промысла.

## Таксономия
Впервые вид был научно описан в 1909 году как Raja hollandi. Вид назван в честь зоолога-палеонтолога Уильяма Холланда из Музея Карнеги, содействовавшего изучению рыб, обитающих в водах Тайваня.

## Ареал
Эти демерсальные скаты обитают в западной части Тихого океана от Японии до Южно-Китайского моря, у берегов Китая, Гонконга, Японии (Хонсю, Кюсю, Сикоку), Кореи, Филиппин, Тайваня и Вьетнама. Встречаются на мелководье на глубине 67—87 м. Предпочитают илистое и песчаное дно.

## Описание
Широкие и плоские грудные плавники этих скатов образуют диск в виде ромба. На вентральной стороне диска расположены 5 жаберных щелей, ноздри и рот. На тонком хвосте имеются латеральные складки. У этих скатов 2 редуцированных спинных плавника и редуцированный хвостовой плавник. Максимальная зарегистрированная длина 42 см.

## Биология
Эти скаты откладывают яйца, заключённые в жёсткую роговую капсулу с выступами на концах. Длина капсулы 5,3—6,7 см, а ширина 2,7—3,9 см. Эмбрионы питаются исключительно желтком. Молодые скаты имеют тенденцию следовать за крупными объектами, напоминающими их мать.

## Взаимодействие с человеком
Эти скаты не являются объектом целевого лова. В ареале ведётся интенсивный рыболовный промысел. Данных для оценки Международным союзом охраны природы охранного статуса вида недостаточно.